# Toyota-United
Das Toyota-United Pro Cycling Team war ein US-amerikanisches Radsportteam.
Die Mannschaft wurde 2006 gegründet und hatte den Status eines Continental Teams. Sie nahm hauptsächlich an der UCI America Tour teil. Manager war Sean Tucker, der von Harm Jansen und Frankie Andreu als Sportliche Leiter unterstützt wurde. Andreu wurde am 25. Juli 2006 ohne Angabe von Gründen durch Teamchef Sean Tucker gekündigt. Die Mannschaft wurde Ende der Saison 2008 aufgelöst.

## Saison 2008

### Erfolge
| Datum         | Rennen                                        | Sieger             |
| ------------- | --------------------------------------------- | ------------------ |
| 21. Februar   | 4. Etappe Kalifornien-Rundfahrt               | Dominique Rollin   |
| 2. März       | Mexikanische Meisterschaft – Einzelzeitfahren | José Manuel García |
| 21. April     | 1. Etappe Tour de Georgia                     | Iván Domínguez     |
| 9. August     | 2. Etappe Rochester Omnium                    | Dominique Rollin   |
| 8.–10. August | Gesamtwertung Rochester Omnium                | Dominique Rollin   |

### Zugänge – Abgänge
| Zugänge          | Team 2007                      | Abgänge            | Team 2008                |
| ---------------- | ------------------------------ | ------------------ | ------------------------ |
| Hilton Clarke    | Navigators Insurance           | Burke Swindlehurst | Bissell Pro Cycling Team |
| Ben Day          | Navigators Insurance           | Bobby Lea          | Rite Aid Pro Cycling     |
| Jonathan Clarke  | Colavita-Sutter Home           | Mark Scanlon       | Karriereende             |
| Dominique Rollin | Kodakgallery.com-Sierra Nevada | Stefano Barberi    | Unbekannt                |
| Stuart Gillespie | Ex-Profi (TIAA-CREF 2006)      | Ryan Miller        | Unbekannt                |
| Ben Barczewski   | Neoprofi                       | Nathan Mitchell    | Unbekannt                |
| Derrek Betcher   | Neoprofi                       |                    |                          |
| Andy Lakatosh    | Neoprofi                       |                    |                          |
| Ryan Nelman      | Neoprofi                       |                    |                          |
| Duncan Riffle    | Neoprofi                       |                    |                          |
| Kevin Selker     | Neoprofi                       |                    |                          |
| Sanjay Shanbhag  | Neoprofi                       |                    |                          |

### Mannschaft
| Name               | Geburtstag        | Nationalität       | Team 2009                    |
| ------------------ | ----------------- | ------------------ | ---------------------------- |
| Chris Baldwin      | 15. Oktober 1975  | Vereinigte Staaten | Rock Racing                  |
| Ben Barczewski     | 8. April 1987     | Vereinigte Staaten |                              |
| Derrek Betcher     | 4. Juli 1981      | Vereinigte Staaten |                              |
| Heath Blackgrove   | 5. Dezember 1980  | Neuseeland         | Team Hotel San Jose          |
| Hilton Clarke      | 11. Juli 1979     | Australien         | Fuji-Servetto                |
| Jonathan Clarke    | 18. Dezember 1984 | Australien         | Jelly Belly Cycling Team     |
| Ben Day            | 11. Dezember 1978 | Australien         | Fly V Australia              |
| Iván Domínguez     | 28. Mai 1976      | Kuba               | Fuji-Servetto                |
| Justin England     | 17. Juli 1978     | Vereinigte Staaten | California Giant-Specialized |
| Walker Ferguson    | 26. Februar 1982  | Vereinigte Staaten |                              |
| José Manuel García | 1. Dezember 1972  | Mexiko             |                              |
| Stuart Gillespie   | 10. Juli 1983     | Vereinigte Staaten |                              |
| Andy Lakatosh      | 2. April 1985     | Vereinigte Staaten |                              |
| Caleb Manion       | 30. Januar 1981   | Australien         |                              |
| Ryan Nelman        | 7. Februar 1986   | Vereinigte Staaten |                              |
| Duncan Riffle      | 29. Oktober 1986  | Vereinigte Staaten |                              |
| Dominique Rollin   | 29. Oktober 1982  | Kanada             | Cervélo TestTeam             |
| Kevin Selker       | 23. Juni 1985     | Vereinigte Staaten |                              |
| Sanjay Shanbhag    | 4. Oktober 1982   | Vereinigte Staaten |                              |
| Ivan Stević        | 12. März 1980     | Serbien            | Partizan Beograd             |
| Sean Sullivan      | 8. August 1978    | Australien         | Team Hotel San Jose          |
| Henk Vogels        | 31. Juli 1973     | Australien         | Karriereende                 |
| Chris Wherry       | 18. Juli 1973     | Vereinigte Staaten | Team Hotel San Jose          |

## Platzierungen in UCI-Ranglisten
UCI America Tour
| Saison | Mannschaftswertung | Fahrerwertung          |
| ------ | ------------------ | ---------------------- |
| 2006   | 4.                 | Juan José Haedo (8.)   |
| 2007   | 15.                |                        |
| 2008   | 9.                 | Dominique Rollin (11.) |

UCI Oceania Tour
| Saison | Mannschaftswertung | Fahrerwertung          |
| ------ | ------------------ | ---------------------- |
| 2007   | 13.                |                        |
| 2008   | 8.                 | Heath Blackgrove (18.) |